# Ministrowie informacji Wielkiej Brytanii

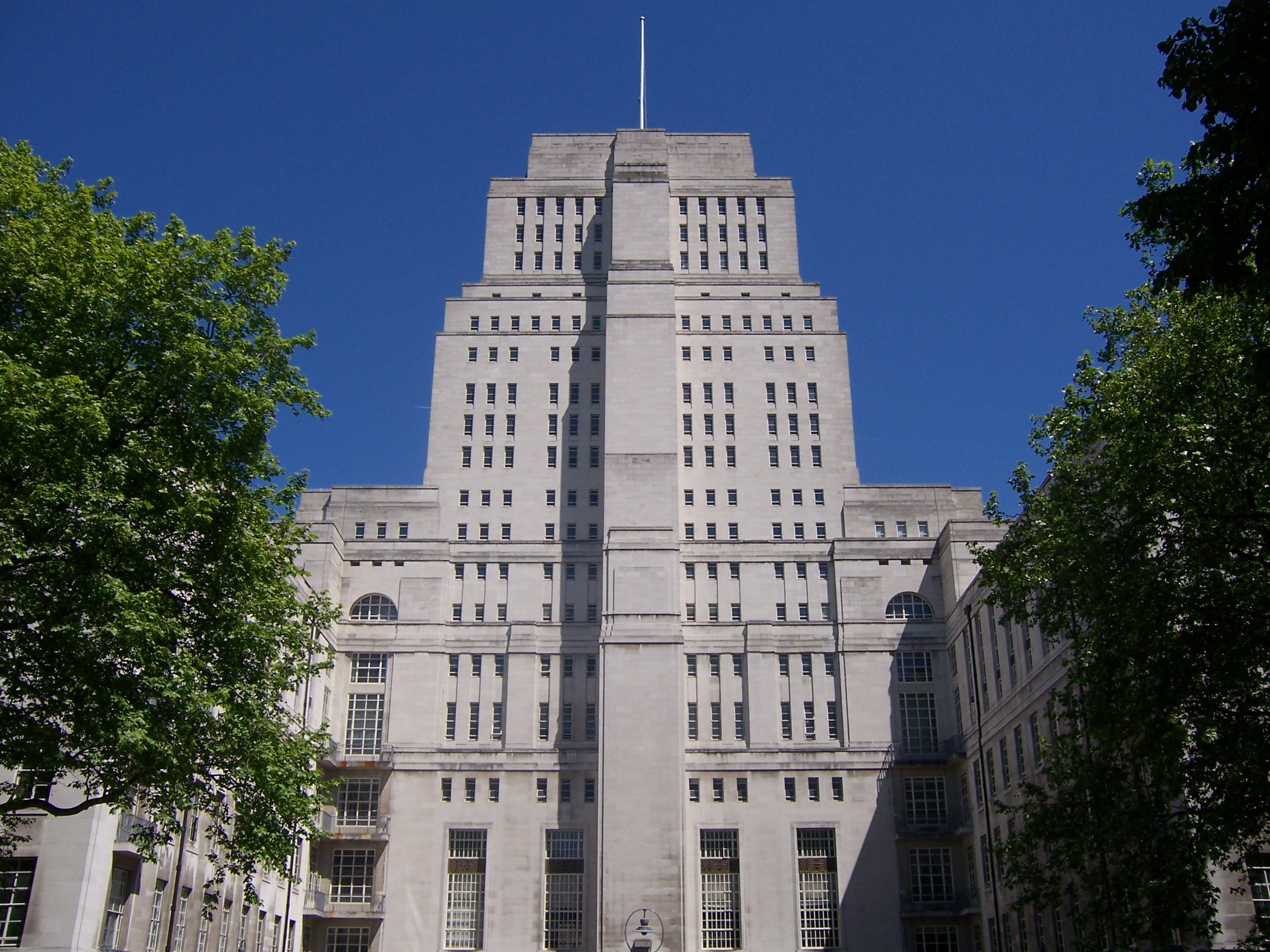
Senate House w Londynie, siedziba Ministra informacji w czasie II wojny światowej (na zdj. w 2006)

Minister informacji (en. Minister of Information) – w brytyjskim rządzie odpowiadał za sprawy propagandy i rozpowszechniania informacji. Po raz pierwszy urząd utworzono pod koniec I wojny światowej w 1918, a zlikwidowano go po roku. Ponownie został utworzony po wybuchu II wojny światowej w 1939. Ostatecznie zlikwidowany w 1946.

## Lista ministrów informacji
| Minister                         | Czas urzędowania                  |
| -------------------------------- | --------------------------------- |
| Max Aitken, 1. baron Beaverbrook | 10 lutego 1918–4 listopada 1918   |
| William Fisher, 1. baron Downham | 4 listopada 1918–10 stycznia 1919 |
| Hugh Macmillan, baron Macmillan  | 4 września 1939–5 stycznia 1940   |
| John Reith                       | 5 stycznia 1940–12 maja 1940      |
| Duff Cooper                      | 12 maja 1940–20 lipca 1941        |
| Brendan Bracken                  | 20 lipca 1941–25 maja 1945        |
| Geoffrey William Lloyd           | 25 maja 1945–26 lipca 1945        |
| Edward Williams                  | 4 sierpnia 1945–31 marca 1946     |